# Gliese 784
Gliese 784  är en ensam stjärna i norra delen av stjärnbilden Kikaren. Den har en skenbar magnitud av ca 7,96 och kräver åtminstone en stark handkikare eller ett mindre teleskop för att kunna observeras. Baserat på parallax enligt Gaia Data Release 3 på ca 162,2 mas, beräknas den befinna sig på ett avstånd på ca 20,1 ljusår (ca 6,2 parsek) från solen. Den rör sig närmare solen med en heliocentrisk radialhastighet på ca -34 km/s. Stjärnan är en av de hundra närmaste stjärnorna från solsystemet. Den beräknas komma så nära som 11,4 ljusår om ca 121 700 år. Stjärnan katalogiserades första gången när den år 1900 infördes i Cordoba Durchmusterung (CD) av John M. Thome med beteckningen CD -45 13677.

## Egenskaper
Gliese 784 är en röd dvärgstjärna i huvudserien av spektralklass M0 V. Den är mycket yngre än solen med en ålder av mindre än en miljard år, men verkar trots detta ha en långsam rotation med en period av ca 48 dygn. Den har en massa som är ca 0,58 solmassa, en radie som är ca 0,58 solradie och har ca 0,06 gånger solens utstrålning av energi från dess fotosfär vid en effektiv temperatur av ca 3 800 K.

## Planetsystem
I juni 2019 rapporterades en tänkbar exoplanet i omloppsbana kring Gliese 784. Sedan 2020 misstänks stjärnan vara omgiven av en kall stoftskiva, men signalen kan även komma från en extern bakgrundskälla.
| Planet         | Massa        | Halv storaxel (AE) | Siderisk omloppstid (d) | Excentricitet   | Inklination | Radie |
| -------------- | ------------ | ------------------ | ----------------------- | --------------- | ----------- | ----- |
| b (obekräftad) | 9,4 ± 4,1 M🜨 | 0,059 ± 0,006      | 6,6592 +0,0033−0,0038   | 0,05 +0,23−0,05 | -           | -     |